# Urlaubsreport – Worüber Reiseleiter nicht sprechen dürfen
Urlaubsreport – Worüber Reiseleiter nicht sprechen dürfen ist ein deutscher Erotikfilm aus dem Jahr 1971. Der Film wird zum Genre der Report-Filme gezählt und ist einer der vielen Ableger der Schulmädchenreport-Reihe. Uraufführung war am 8. Oktober 1971.

## Handlung
Den Rahmen der Reportage bildet ein Lehrgang für Reiseleiter. Dabei berichten sie über ihre Erfahrungen. In mehreren Episoden werden dem Zuschauer die erotischen Abenteuer weiblicher Urlauberinnen vor Augen geführt. Der Film wird von einem Off-Kommentator begleitet, der die gezeigten Szenen „wissenschaftlich“ analysiert.
Skilehrer Maxl erfüllt alle Wünsche seiner Schülerinnen. Eine Frau verführt einen Reiseleiter, indem sie eine Tasche stiehlt. An der Costa Brava gibt es eine frivole Tauchschule. An der Adria werden von Studenten Slips gesammelt. Kurgast Mitterer ist in Bayern hinter Frauen her. Urlaubspfarrer Schneider hat ungewöhnliche Methoden. Eine Familie vergnügt sich in einer Villa am Meer. Anhalterin Ina lernt Jürgen kennen.

## Kritik
Das „kommkino“ in Nürnberg textete anlässlich einer Aufführung im Jahre 2010: „Die Absurdität der Situationen macht das Ganze freilich vor allem zum vergnüglichen, schwer unterhaltsamen Trash-Spaß. Zugleich entlarvt der Film aber, ob freiwillig oder unfreiwillig, auch durchaus sehr treffend das nicht selten Fremdscham auslösende Verhalten deutscher Urlauber, die im Ausland letztendlich häufig nicht das Fremde und die Abwechslung suchen, sondern im Grunde nur ihre urdeutschen Gepflogenheiten und Verhaltensweise ungestört vor einer anderen Kulisse fortsetzen und ausleben wollen.“